# Ваљак (алат)
Ваљак је грађевински алат који користе молери у свом раду. Он служи да се на зид наноси боја при бојењу (фарбање или кречење) или да се уметничка шара са ваљка пренесе на зид.
У новије време се израђују овакви ваљци мањих димензија и користе их сликари у свом раду.
Постоје две врсте молерских ваљака:
- Ваљак за наношење боје на зидове је израђен од чврсте основе ваљкастог облика обложене сунђером или текстилом. Овај ваљак је набачен на осовину која се продужава тако да на другом крају има дршку. Дршком се рукује ваљком тако што се он потопи у боју за фарбање зида (кречење) а затим равномерно наноси боја на зид.

- Ваљак за наношење шаре на зид је сличан ваљку за наношење боје али није обложен сунђером или текстилом. Он је обично обложен тврдом гумом (пластиком) и на њему је изгравирана шара. Када се овај ваљак потопи у боју он не упија много боје већ се само испупчења натопе. Превлачењем ваљка преко зида на зиду остаје отисак шаре са гравираног ваљка.